# Parlamentní volby ve Finsku 2003
Parlamentní volby ve Finsku v roce 2003 se konaly dne 16. března. Volební účast byla 66,7 (69,7) %. Soutěžilo se o 200 míst v jednokomorovém parlamentu (Eduskunta).
Nejvíce hlasů získala centristická strana Suomen Keskusta (Finský střed), 24,69 % a 55 míst. Na druhém místě se umístila Finská sociálně demokratická strana, Suomen Sosialidemokraattinen Puolue, s 24,47 % a 53 křesly, následovaná konzervativci z Kansallinen Kokoomus (Národní koaliční strana), kteří dosáhli na 18,55 % a 40 křesel.
Dále získal v parlamentu zastoupení Svaz levice (Vasemmistoliitto) se 19 křesly (9,93 % hlasů), Zelený svaz (Vihreä liitto) s 14 křesly (8,01 % hlasů), Finští křesťanští demokraté (Suomen Kristillisdemokraatit) se 7 křesly (5,34 % hlasů), finská Švédská lidová strana (Ruotsalainen kansanpuolue) s 8 křesly (4,61 % hlasů) a populističtí Praví Finové (Perussuomalaiset) s 3 křesly (1,57 % hlasů). Pro ostatní strany (regionální sdružení z Alandských ostrovů) zbylo 1 křeslo (0,49 % hlasů).
Zisk oproti předchozím volbám (o 7 míst) zaznamenali centristé, Zelení (o 3 místa), sociální demokracie (o 2 místa) a Praví Finové (rovněž o 2 místa). Ztratili konzervativci (6 míst), křesťanští demokraté a Švédská lidová strana (obě 3 místa) a také Levicový svaz (1 místo).
Po volbách byla vytvořena vláda pod vedení ministerské předsedkyně centristky Anneli Jätteenmäki, kterou posléze ve vedení vystřídal rovněž centrista Matti Vanhanen. Koalice vznikla na základě spolupráce centristů, sociálních demokratů a představitelů švédské menšiny ve Finsku ze Švédské lidové strany.